# Голи Врх Озаљски
Голи Врх Озаљски (хрв. Goli Vrh Ozaljski) је насељено место у граду Озаљ, Карловачка жупанија, Хрватска.

## Историја
До територијалне реорганизације у Хрватској био је у саставу старе општине Озаљ.

## Становништво
У попису становништва из 2011. године, Голи Врх Озаљски је имао 6 становника.
| Број становника према пописима | Број становника према пописима | Број становника према пописима | Број становника према пописима | Број становника према пописима | Број становника према пописима | Број становника према пописима | Број становника према пописима | Број становника према пописима | Број становника према пописима | Број становника према пописима | Број становника према пописима | Број становника према пописима | Број становника према пописима | Број становника према пописима | Број становника према пописима |
| ------------------------------ | ------------------------------ | ------------------------------ | ------------------------------ | ------------------------------ | ------------------------------ | ------------------------------ | ------------------------------ | ------------------------------ | ------------------------------ | ------------------------------ | ------------------------------ | ------------------------------ | ------------------------------ | ------------------------------ | ------------------------------ |
| 1857                           | 1869                           | 1880                           | 1890                           | 1900                           | 1910                           | 1921                           | 1931                           | 1948                           | 1953                           | 1961                           | 1971                           | 1981                           | 1991                           | 2001                           | 2011                           |
| 32                             | 38                             | 28                             | 30                             | 32                             | 22                             | 21                             | 19                             | 28                             | 32                             | 29                             | 19                             | 10                             | 14                             | 4                              | 6                              |

Напомена: До 1900. исказивано под именом Голи Врх.